# IC 1597
IC 1597 је спирална галаксија у сазвјежђу Тукан која се налази на листи објеката дубоког неба у Индекс каталогу.
Деклинација објекта је - 58° 6' 26" а ректасцензија 0h 53m 32,1s. Привидна величина (магнитуда) објекта IC 1597 износи 14,2 а фотографска магнитуда 15,0. Налази се на удаљености од 67,640 милиона парсека од Сунца. IC 1597 је још познат и под ознакама ESO 112-10, PGC 3144.